# De Badgasten
De Badgasten was een Nederlands televisieprogramma van BNN dat werd uitgezonden van 11 september 2009 tot en met 27 november 2009. In dit programma werden diverse theatersport-onderdelen uitgevoerd. Een belangrijk element was improvisatie. Valerio Zeno presenteerde het programma. De badgasten waren:
- Maaike Martens
- Fabian Jansen
- Steyn de Leeuwe
- Korneel Evers
- Klaas van der Eerden
- Matthijs Wind
- Amir Swaab (band, toetsen)
- Marnix Stassen (band, percussie)
- Erik Rutjes (band, gitaar)

## Opvolger van de Lama's
Dit programma wordt door velen ook als opvolger van De Lama's gezien die het jaar daarvoor gestopt waren. Een duidelijk verschil met de Lama's is dat hier een ondersteund orkest bij zit die muziek aan de improvisatie-rondes geeft, en een compleet nieuwe reeks van vaste personen als deelnemers. Ook het thema is veranderd. Wat bij de Lama's het thema Boerderij was, is hier een badstrand.
In februari 2010 heeft BNN bekendgemaakt niet door te gaan met De Badgasten; de tegenvallende kijkcijfers zouden hier de reden voor zijn.

## De rondes
AchtbaanIn deze ronde krijgt het publiek de kans om een aantal filmgenres op te noemen. Vervolgens staan een paar Badgasten voor een groen doek en moeten ze een verhaal improviseren dat te maken heeft met genres die genoemd worden. Vervolgens wordt voor op TV door een tekenaar op het groene doek een animatiefilm gemonteerd die met dit verhaal te maken heeft.
OpeningszinIn deze ronde krijgt het publiek de kans om een openingszin te noemen. Vervolgens staan een paar Badgasten voor een groen doek en moeten ze een verhaal improviseren dat begint met de openingszin. Vervolgens wordt voor op TV door een tekenaar op het groene doek een animatiefilm gemonteerd die met dit verhaal te maken heeft.
OpeningszinHierbij krijgen een aantal Badgasten elk een bedachte openingszin die ze steeds enkele keren in een improvisatieverhaal terug moeten laten keren.
Dat klinkt als een liedjeIn deze ronden moeten twee Badgasten een verhaal improviseren. Maar zodra de één zegt: "Dat klinkt als een liedje", moet de ander een liedje gaan improviseren dat te maken heeft met zijn laatstgenoemde zin. Vaak zijn deze liedjes ook in duetuitvoering.
De barmanIn dit spel moeten een aantal Badgasten hun probleem waar ze mee zitten uitleggen aan de barman, echter dit moeten ze zingend doen. Daarna lost de barman al zingend hun probleem op.
De psycholoogIn dit spel speelt een Badgast de psycholoog en een andere badgast speelt de patiënt. De patiënt heeft een alledaags probleem maar de patiënt kan zijn eigen zinnen nooit afmaken. Dit doet de psycholoog dan voor hem/haar.
GeluidseffectenIn dit spel spelen twee Badgasten een scène op een door de presentator genoemde locatie. Als een Badgast een beweging maakt, zoals iets openen, maakt een andere badgast een bijpassend geluid.

## Overige spellen
- Good cop, bad cop
- Het zapspel
- Solo
- Spel zonder grenzen
- Staan zitten bukken
- Twee regels

3 op Reis ·
Afkicken ·
De allerslechtste echtgenoot van Nederland ·
Atletico Ananas ·
AVRO's Sterrenslag ·
Baby te huur ·
De Badgasten ·
De beste ·
Bitches ·
Bloed, Zweet en Luxeproblemen ·
Break Free · 
Cash Cab ·
Comedy Live ·
Costa! ·
Crazy 88 ·
Dennis en Valerio vs de rest ·
Dennis vs Valerio ·
Doe Maar Normaal ·
Egoland ·
Feuten ·
Finals ·
Floortje en de ambassadeurs · 
Floortje naar het einde van de wereld ·
Get Smarter in a Week ·
Golden Oldies ·
De Grote Donorshow ·
Hey DJ ·
Je zal het maar hebben ·
Je zal het maar zijn ·
Kannibalen ·
Katja vs Bridget ·
Katja vs De Rest ·
Kebab TV ·
De Klimaatpolitie ·
Lama gezocht ·
De Lama's ·
Lijst 0 ·
Loverboys ·
MaDiWoDoVrijdagshow ·
De Man met de Hamer ·
Mystery Party ·
De Nationale Eettest ·
De Nationale IQ Test ·
Neuken doe je zo! ·
De Nieuwste Show ·
Nu we er toch zijn ·
Onderweg naar Morgen ·
Over Mijn Lijk ·
Ranking the Stars ·
Rat van Fortuin ·
Ruben vs Geraldine ·
Ruben vs Katja ·
Ruben vs Sophie ·
Het schnitzelparadijs ·
De School ·
De slechtste chauffeur van Nederland ·
Sluipschutters ·
Smeris ·
De Social Club ·
Spuiten en Slikken ·
De Stalkshow ·
StartUp ·
Sterretje Gezocht ·
Stop in the Name of Love ·
Tessa ·
Tequila ·
Top of the Pops ·
Try Before You Die ·
Van God Los ·
Vier handen op één buik ·
VOC ·
Vrijdag op Maandag ·
Waar kan ik je 's nachts voor wakker maken? ·
Walhalla ·
Weg met BNN ·
De Zeven Zeeën